# 小行星4705
小行星4705（英語：4705 Secchi）是一颗围绕太阳公转的小行星。1988年2月13日，Osservatorio San Vittore在博洛尼亚发现了此天体。
这颗小行星的绝对星等为120.0949642176915等。